# 東京神学社
東京神学社（とうきょうしんがくしゃ、英語: Tokyo School of Theology）は日本基督教会の指導者植村正久が明治37年（1904年）に市ヶ谷教会で始めた神学校である。正式名称は東京神学社神学専門学校である。

## 概要
植村正久は明治学院の教授であったが、南長老ミッション宣教師のサミュエル・フルトンと教科書問題のことで対立したことをきっかけに、明治36年に明治学院を辞任した。辞任の1年前より、植村の自宅で神学学習会を開いていた。そこには、植村の一番町教会の補助者であった外村義郎をはじめ数人の者が参加していた。20-30人くらいの出席者になったので、独立の神学校の設立を相談した。そこで、市谷薬王寺前町の市ヶ谷教会の会堂を借りて授業を始めた。その後、日本基督教会から承認された。
この神学校は「神学科」「婦人科」「神学倶楽部」という三つの部門に分かれていた。「神学科」は牧師養成のためのもので、「婦人科」は女性伝道師を養成するためのもの、「神学倶楽部」は教師伝道者、平素神学に従事する者らの研究の場であった。
講義の課目は、宗教哲学、基督伝、耶蘇の時代、聖書釈義、旧約聖書緒論、「婦人科」は系統神学（組織神学）を加えた。教師は、宗教学、聖書釈義が植村正久で、耶蘇の時代が毛利官治、新約聖書総論が白井胤録であり、キリスト伝の大谷慮に千屋和、小倉鋭喜であった。その後、アメリカ留学から帰った柏井園が明治学院を辞して、東京神学社に転じた。
1907年に、クリスチャン実業家渡辺荘の寄付により、独自の校舎が建設された。1925年植村正久が急逝すると、高倉徳太郎が後継者になる。
1930年に明治学院神学部と合併して日本神学校となり、1937年東北学院神学部も加わったが、1941年4月の日本基督教団結成を受けて日本神学校も東日本各地の神学校（青山学院神学部・日本バプテスト神学校・日本ルーテル神学専門学校・聖公会神学院・東亜神学校・日本一致神学校・東光学院とともに日本東部神学校への合流を余儀なくされて廃校となった（1943年）。